# Памятник Ленину (Ростов-на-Дону, Большая Садовая улица)
Памятник Ленину на Большой Садовой улице (Ростов-на-Дону) — один из первых в СССР памятников российскому и советскому политическому и государственному деятелю, революционеру, одному из организаторов и руководителей Октябрьской революции 1917 года Владимиру Ильичу Ленину. Воздвигнут в 1929 году.

## История
С 1926 года обсуждались другие возможные места для установки памятника: площади перед Лендворцом, Парком имени 1 Мая или на углу улиц Энгельса и Будённовского проспекта. В итоге было выбрано место перед входом в Городской сад (ныне Парк культуры и отдыха имени Горького) на Большой Садовой улице, которая с 1920 года называлась именем одного из основоположников марксизма Фридриха Энгельса. Авторами монумента явились тогда ещё молодой скульптор Георгий Васильевич Нерода и архитектор П. Н. Андреев.
Заложение памятника произошло 7 июля 1929 года в праздничной обстановке по случаю празднования Дня Конституции. На мероприятии присутствовало около двадцати пяти тысяч человек. Через четыре месяца работы были завершены, и уже 6 ноября того же года состоялось торжественное открытие, приуроченное к двенадцатой годовщине Октябрьской революции. Является одним из первых памятников Ленину, воздвигнутых в СССР.
Фигура Ленина изготовлена из бронзы и установлена на гранитный пьедестал, в подножие которого встроена небольшая трибуна, покрытая чёрным мрамором. На пьедестале выгравировано большими золотистыми буквами «ЛЕНИН». Общая высота монумента составляет 9 метров. Также, в проекте были предусмотрены барельефы по обе стороны от фигуры вождя, образующие полукруг и знаменующие о важнейших этапах революционного движения на Северном Кавказе. Однако, впоследствии от этой идеи отказались, вероятно из-за экономических соображений. В целом, монумент выполнен в характерном для других подобных памятников того времени виде: Ленин стоя произносит речь, протянув правую руку вперёд и повернув её ладонью кверху.
В годы Великой Отечественной войны усилиями ростовских полицаев памятник был сброшен с пьедестала и раскололся на части. После войны, в 1946 году, были собраны воедино все найденные осколки. Началась реставрация под руководством ростовского архитектора Виктора Васильевича Баринова, в результате которой скульптура была восстановлена и установлена на том же месте.
В советское послевоенное время трибуна перед памятником в народе получила название «брехаловка» — здесь накануне выпускных экзаменов можно было встретить толпы старшеклассников. На этой трибуне проводились и проводятся по сей день различные митинги.
В настоящий момент монумент имеет статус объекта культурного наследия регионального значения Ростовской области.